# Ronde van Alentejo
De Ronde van Alentejo (Portugees: Volta ao Alentejo) is een wielerwedstrijd in het Portugese gebied Alentejo. De maand waarin de ronde gehouden wordt, verschilt per jaar. In 2010 vond ze plaats in juni. De etappekoers behoort sinds 2005 tot de UCI Europe Tour, waarin hij tot 2010 ingedeeld is in categorie 2.1. Vanaf 2010 is de wedstrijd afgewaardeerd tot een 2.2-koers, met uitzondering van 2017, waarin de wedstrijd weer een 2.1 koers was. De editie van 2020 werd geannuleerd in verband met de coronapandemie.

## Lijst van winnaars

### Overwinningen per land
| Overwinningen | Land                                                                                               |
| ------------- | -------------------------------------------------------------------------------------------------- |
| 14            | Portugal, Spanje                                                                                   |
| 3             | Rusland                                                                                            |
| 2             | Venezuela                                                                                          |
| 1             | België, Bulgarije, Denemarken, Frankrijk, Hongarije, Litouwen, Polen, Uruguay, Verenigd Koninkrijk |

2005 · 
2006 · 
2007 · 
2008 · 
2009 · 
2010 · 
2011 · 
2012 · 
2013 · 
2014 · 
2015 · 
2016 · 
2017 ·
2018 ·
2019 ·
2020 ·
2021 ·
2022 ·
2023 ·
2024 ·
2025
Belangrijkste etappewedstrijden

Internationaal Wegcriterium · Driedaagse Brugge-De Panne · Ronde van de Alpen · Vierdaagse van Duinkerke · Ronde van Beieren · Ronde van Noorwegen · Ronde van België · Ronde van Luxemburg · Ronde van Oostenrijk · Ronde van Wallonië · Ronde van Burgos · Ronde van Denemarken · Arctic Race of Norway · Ronde van Groot-Brittannië
Belangrijkste eendaagse wedstrijden

Trofeo Laigueglia · GP Lugano · GP Nobili Rubinetterie · Dwars door Vlaanderen · Scheldeprijs · Brabantse Pijl · GP Kanton Aargau · Brussels Cycling Classic · GP Fourmies · Primus Classic Impanis-Van Petegem · Ronde van de Drie Valleien · Milaan-Turijn · Ronde van Piemonte · Ronde van het Münsterland · Ronde van Emilia · Parijs-Tours · GP Bruno Beghelli